# Université de Foshan
Pour les articles homonymes, voir Université de Foshan (métro de Foshan).
L’université de Foshan (chinois simplifié : 佛山大学 ; chinois traditionnel : 佛山大學 ; pinyin : fóshān dàxué) est une université située à Foshan, dans la province de Guangdong, en Chine. Elle se compose aujourd’hui de 3 campus: Jiangwan, Bord-de-l’eau, et Xianxi.

## Chronologie
- 1958 : Fondation des deux prédécesseurs: l’école normale professionnelle de Foshan (佛山师范专科学校) et la branche de l’institut d’agriculture de Chine du Sud à Foshan (华南农学院佛山分院). Pendants les années suivantes, la branche de l’institut d’agriculture de Chine du Sud est renommée «l’école vétérinaire professionnelle de Foshan» (佛山兽医专科学校) et suite «l’école supérieur professionnelle d’agriculture et d’élevage de Foshan» (佛山农牧高等专科学校).
- 1986 : L’école normale professionnelle de Foshan fut renommée «l’université de Foshan» en tant qu’une instution de l’enseignement professionnelle supérieur.
- 1995 : L’ancienne université de Foshan et l’école supérieur professionnelle d’agriculture et d’élevage de Foshan furent fusionnées afin de créer une institution de baccalauréat. Cependant, à cause des lois chinois, une institution de baccalauréat ne peut pas s’appeler une «université» si elle n’avait pas assez des programmes de baccalauréat, assez des programmes de mastère, etc.. Il a fallu donc que la nouvelle institution s’appelait «l’institute des sciences et des technologies de Foshan» (佛山科学技术学院) en chinois. Cependant, elle fut autorisée à s’appeler «Foshan University» en anglais. Dans la même année, l’institute des sciences et des technologies de Foshan annexa deux autres institutions — l’institut de l’éducation de Foshan (佛山教育学院) et l’institut de médecine du travail de Foshan (佛山职工医学院)[2]. L’endroit de l’institut de médecine du travail est devenu en suit le campus Bord-de-l’eau, le premier campus satellite de l’IST Foshan.
- 2013 : Le ministère de l'Éducation autorisa l’IST Foshan à commencer l’enseignement supérieur du deuxième cycle (maîtrise)[2].
- 2024 : Le ministère de l'Éducation autorisa l’IST Foshan à se renommer «l’université de Foshan» en chinois[3]. Le ministère autorisa aussi l’enseignement supérieur de troisième cycle (doctorat) dans l’université de Foshan.

## Galerie

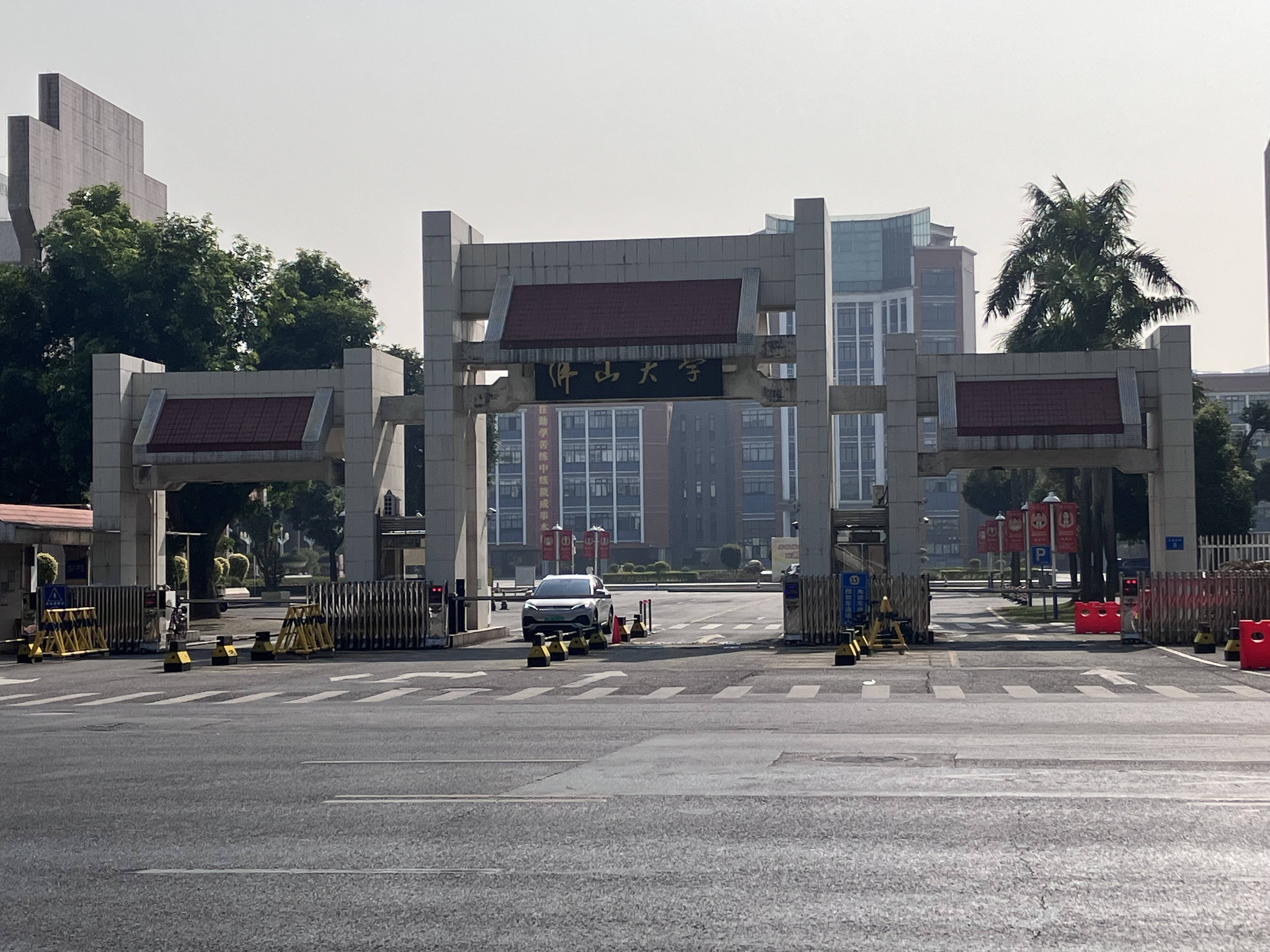
Entrée principe du campus de Jiangwan.
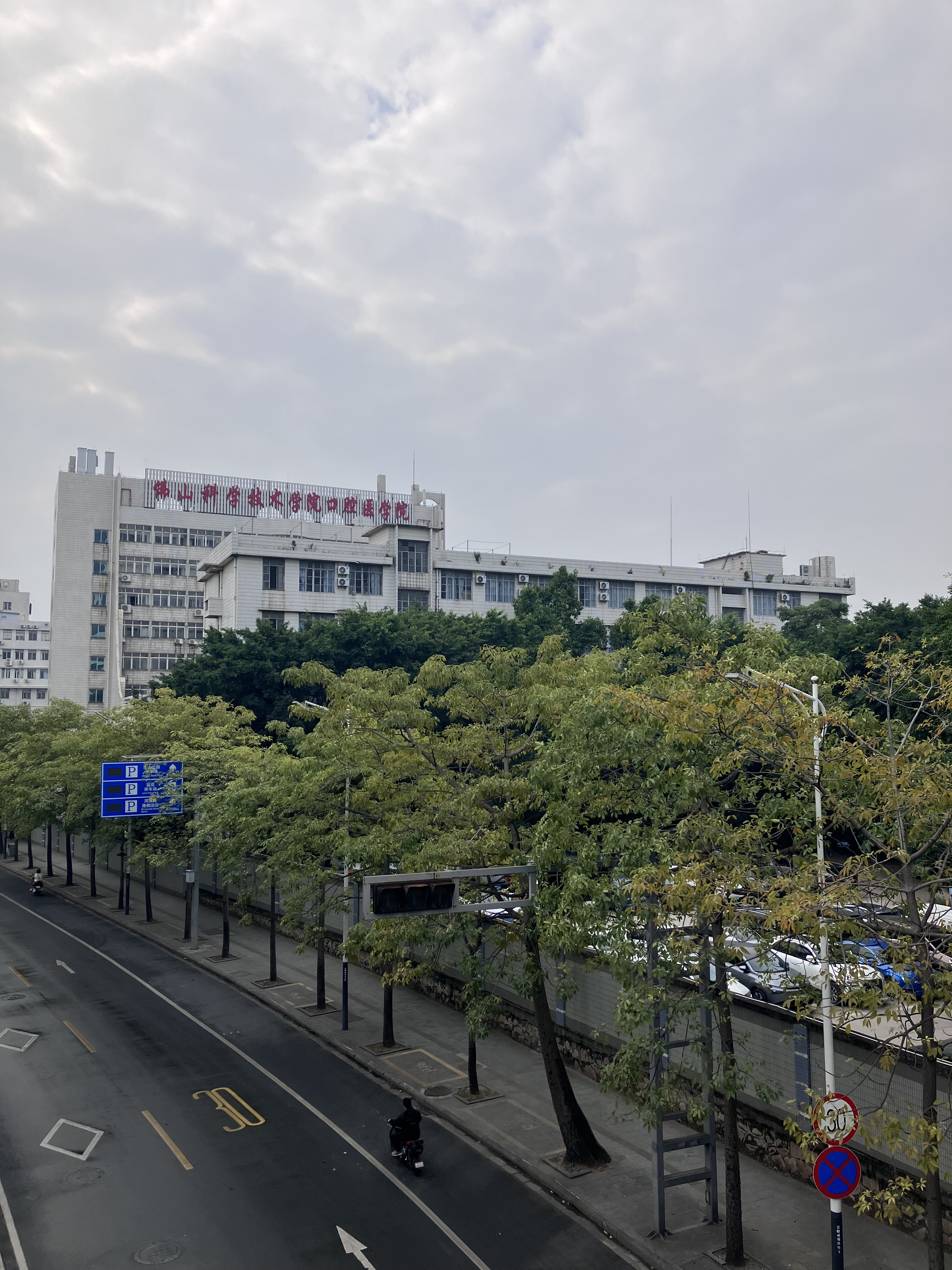
Bâtiment de l’école de la stomatologie, campus Bord-de-l’eau.
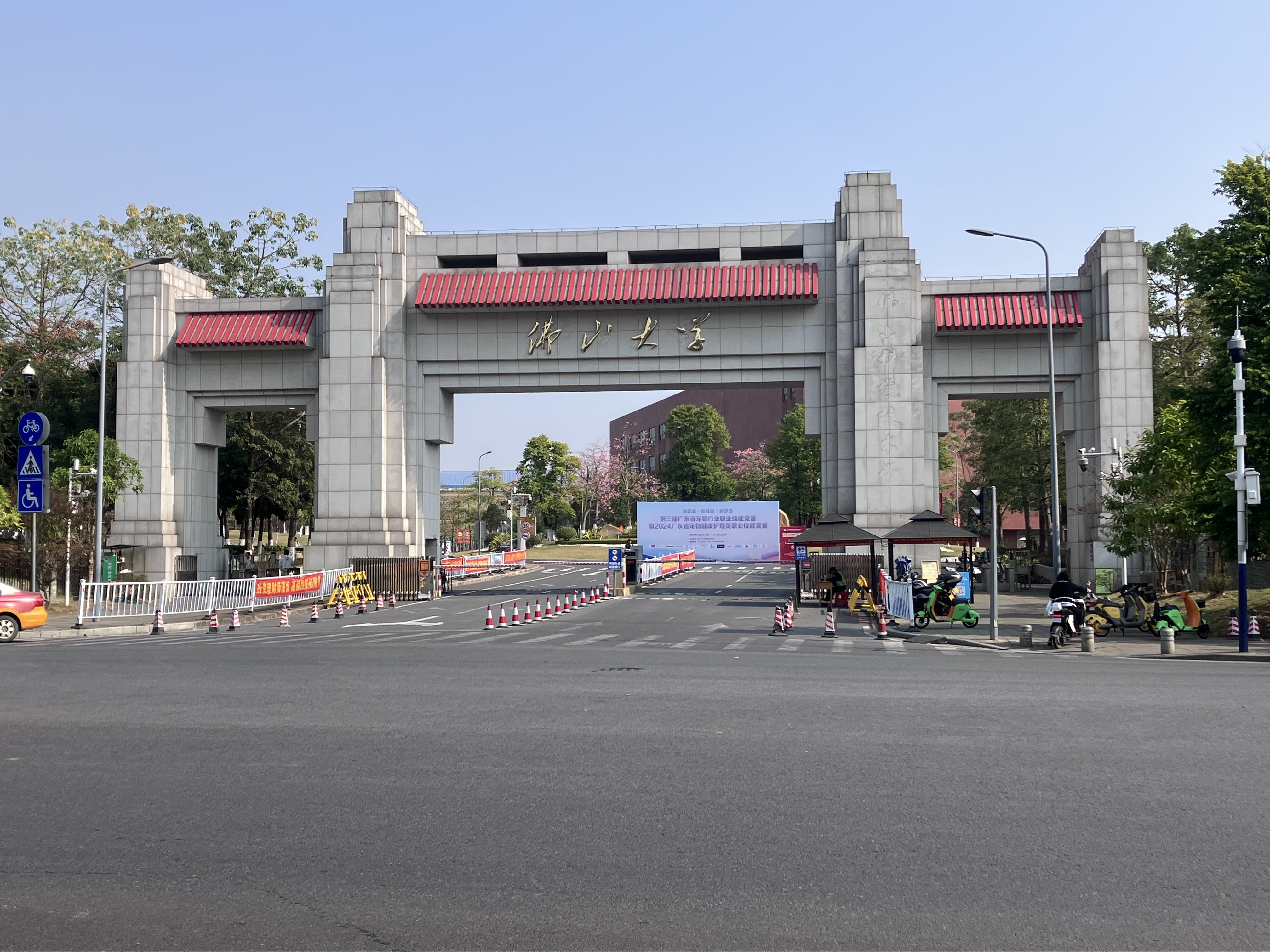
Entrée principe du campus de Xianxi.